# Новоолексіївка (Синельниківський район)
Новоолексі́ївка — село в Україні, у Синельниківському районі Дніпропетровської області. Входить до складу Раївської сільської громади. Населення за переписом 2001 року становить 96 осіб. 

## Історія
До 2017 року орган місцевого самоврядування - Вільненська сільська рада.
12 червня 2020 року, відповідно до розпорядження Кабінету Міністрів України № 709-р від «Про визначення адміністративних центрів та затвердження територій територіальних громад Дніпропетровської області», увійшло до складу Раївської сільської громади.
19 липня 2020 року, в результаті адміністративно-територіальної реформи та ліквідації   Синельниківського (1923—2020) району, село увійшло до складу новоутвореного Синельниківського району.

## Географія
Село Новоолексіївка знаходиться поруч з витоком річки Татарка, на відстані 3 км від села Вільне і за 5 км від міста Синельникове. Поруч проходять автомобільні дороги Т 0401, Т 0419 і залізниця, станція Польова за 1,5 км.

## Населення

### Мова
Розподіл населення за рідною мовою за даними перепису 2001 року:
| Мова       | Кількість | Відсоток |
| ---------- | --------- | -------- |
| українська | 83        | 86.46%   |
| російська  | 11        | 11.46%   |
| вірменська | 2         | 2.08%    |
| Усього     | 625       | 100%     |

## Інтернет-посилання
- Погода в селі Новоолексіївка [Архівовано 21 грудня 2011 у Wayback Machine.]